# Astragalus zanskarensis
Astragalus zanskarensis är en ärtväxtart som beskrevs av Aleksandr Andrejevitj Bunge. Astragalus zanskarensis ingår i släktet vedlar, och familjen ärtväxter. Utöver nominatformen finns också underarten A. z. zanskarensis.